# كأس الاتحاد الأوروبي للسيدات 2007–08
كأس الاتحاد الأوروبي للسيدات 2007–08 هو الموسم السابع من  كأس الاتحاد الأوروبي للسيدات. أقيم خلال الفترة 9 أغسطس 2007 وحتى 24 مايو 2008، والذي يشرف على تنظيمه الاتحاد الأوروبي لكرة القدم، وكان عدد الأندية المشاركة فيه  45، وفاز فيه إف إف سي فرانكفورت.

## نتائج الموسم
| المركز | فريق               | لعب | ف | ت | خ | له | عليه | ف.أ | نقاط | ملاحظة |
| ------ | ------------------ | --- | - | - | - | -- | ---- | --- | ---- | ------ |
|        | إف إف سي فرانكفورت |     |   |   |   |    |      |     |      |        |